# Seste
Die Seste war eine Masseneinheit (Gewicht) für Getreide in Siam, dem heutigen Myanmar.
- 1 Seste = 40 Sets = 125 Pfund (Markgewicht) = 58,565 Gramm
- 40 Sestes = 1 Cohi